# Henryk Kasperczak
Henryk Wojciech Kasperczak, né le 10 juillet 1946 à Zabrze en Pologne, est un footballeur international puis entraîneur polonais.
Il est également de nationalité française.

## Biographie
Henryk effectue la quasi-totalité de sa carrière de joueur professionnel dans sa Pologne natale et se construit son palmarès avec Stal Mielec.

Parallèlement, il devient international et un cadre de sa sélection avec laquelle il remporte la médaille d'argent aux JO de Montréal en 1976. Il dispute aussi la Coupe du monde en 1974 en Allemagne, où les Polonais se classent 3e à la surprise générale, et celle en Argentine en 1978.

Il prend sa retraite de joueur  à l'issue de la saison 1978-1979, après une seule saison au FC Metz. Il devient dès la saison suivante entraîneur du club messin, qu'il mènera à la victoire en Coupe de France en 1984, premier titre majeur de l'histoire du club. 

Il entraîne ensuite quelques clubs français avec plus ou moins de succès, comme Saint-Étienne, Strasbourg, Montpellier HSC (qu'il emmène en 1/4 de finale de la Coupe des Coupes), Lille ou encore Bastia. Puis, il entraîne quelques clubs par-delà le monde, y compris dans son pays, avec notamment deux passages au Wisła Cracovie.

Il a aussi entraîné quelques sélections nationales en Afrique, comme la Tunisie (à deux reprises), la Côte d'Ivoire, le Maroc, le Sénégal ou encore le Mali (à deux reprises).

## Palmarès Joueur

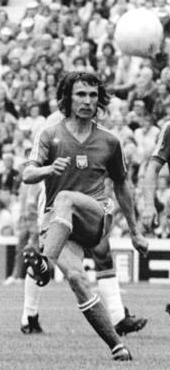
Henryk Kasperczak à la Coupe du monde 1974.

### En club
- Champion de Pologne en 1973 et en 1976 avec le Stal Mielec
- Vice-champion de Pologne en 1975 avec le Stal Mielec
- Finaliste de la Coupe de Pologne en 1976 avec le Stal Mielec

### EnÉquipe de Pologne
- 61 sélections et 5 buts entre 1973 et 1978
- Vice-champion Olympique en 1976 avec les Olympiques
- Participation à la Coupe du Monde en 1974 (3e) et en 1978 (Second Tour)

### Distinction individuelle
- Élu footballeur polonais de l'année en 1976

## Palmarès Entraîneur

### En club
- Champion de Pologne en 2003, en 2004 et en 2005 avec le Wisła Cracovie
- Vainqueur de la Coupe de France en 1984 avec le FC Metz
- Vainqueur de la Coupe de Pologne en 2002 et en 2003 avec le Wisła Cracovie
- Champion de France de Division 2 en 1988 avec le RC Strasbourg
- Finaliste de la Coupe de France en 1990 avec le Racing Paris 1
- Vice-champion de France de Division 2 (vainqueur du groupe A) en 1986 avec l'AS Saint-Étienne

```
 Vice champion de la coupe d'Afrique des nations 1996
```

### Distinction individuelle
- Élu entraîneur français de l’année en 1990 par France Football